# Welrod
Welrod je britská pistole s integrovaným tlumičem hluku výstřelu. Zbraň byla vyvinuta a používána během 2. světové války, ale používala se ještě dlouho po ní. Hlučnost zbraně je pouhých 73 dB, což ji činí pravděpodobně nejtišší pistolí na světě. Při měření hlučnosti zbraně se ukázalo, že tlumič utlumí 34 dB oproti zbrani stejné ráže a délky hlavně.
Welrod kromě pravidelných spojeneckých jednotek využíval také odboj na okupovaném území (zejména v Dánsku) např. k likvidaci vysoce postavených nacistických činitelů. Kromě Britů Welrod během druhé světové války používala také americká OSS.

## Vývoj a historie
Zbraň byla vyvinuta v druhé polovině roku 1942 a první polovině roku 1943 pro britské Oddělení speciálních operací (SOE). Za autora pistole Welrod je považován major Hugh Reeves z vývojového střediska Station IX ve Welwyn Garden City. Z názvu města je odvozena první polovina názvu zbraně, která neměla na první pohled připomínat zbraň, ale například tyč (anglicky rod) nebo pumpičku na kolo. Další vlastností požadovanou po zbrani bylo aby celkový hluk střelby nepřesahoval 73 dB a nebýt tak indentifikovatelný jako střelba ze vzdálenosti 50 m.
Prototyp zbraně byl vybaven klasickým otočným opakovacím závěrem s klikou a vnitřní nábojovou schránkou na 5 nábojů. Po nespokojenosti v vlastnostmi prototypu byla vytvořena verze Mk II. Ta byla v červnu 1943 byla porovnána dalšími dostupnými utlumenými zbraněmi, přičemž Welrod byl hodnocen jako druhý nejtišší po utlumené pistoli Hi-Standard HD ráže 22 LR.
Není známo, kdy se Welrod přestal vyrábět, ani není mnoho známo o využívání Welrodu po 2. světové válce, některé zdroje uvádí, že byly Welrody spatřeny v konfliktech jako: Válka v Zálivu, Válka o Falklandy nebo Konflikt v Severním Irsku. V britských ozbrojených silách byl používán minimálně ještě v šedesátých letech. 

## Popis
Welrod je manuální opakovací pistole, tzn. pro nabití zbraně je nutné otočit kruhovou rukojetí závěru o 90° doleva, stáhnout závěr dozadu (tím je vyhozena prázdná nábojnice), pak opětovně stlačit závěr dopředu (pro natažení bicí pružiny úderníku a zavedení náboje do nábojové komory) a opět otočit o 90°doprava pro uzamčení závěru. Uzamčení závěru je řešeno podobně jako u opakovacích pušek otočným závorníkem, ten má na konci umístěné 2 uzamykací ozuby.
Důvod, proč Welrod nemá poloautomatický mechanismus nabíjení je ten, že poloautomatická pistole nemůže nikdy dosáhnout stejného stupně utlumení hluku výstřelu, protože po výstřelu, kdy je vyhozena prázdná nábojnice uniká část plynů z hlavně do komory a způsobuje hluk a rovněž pohyb závěru dopředu vytváří hluk při nárazu na hlaveň.
V hlavni jsou otvory, kterými unikají plyny za střelou do prostoru expanzní komory, za komorou je 14-18 kovových přepážek se třemi pryžovými kotouči (tzv. uzavřený tlumič), ve kterých nejsou předem vytvořené otvory pro projektil (tzn. první vystřelený projektil vytvoří otvor), pryžové kotouče částečně uzavírají prostor za projektilem a zamezují unikání horkých plynu z hlavně, ale zhruba po 10-15 výstřelech klesá účinnost tlumiče vlivem opotřebení pryžových kotoučů. Zbraň byla určena k použití na kontaktní vzdálenost, do max. 25 m. Mířidla jsou jednoduchá otevřená, opatřená luminiscenční barvou.
Z důvodu lepší skladnosti zbraně a jejího skrytého přenášení chybí zbrani pistolová pažbička, jejíž funkci nahrazuje odnímatelný zásobník (zásobník pistole Colt Pocket Hammerless 1903), jež je pro lepší úchop vsazen do ebonitové gumové rukojeti. Na zadní straně rukojeti se nachází jednoduchá dlaňová pojistka, která zamezuje stisknutí spouště.

## Verze

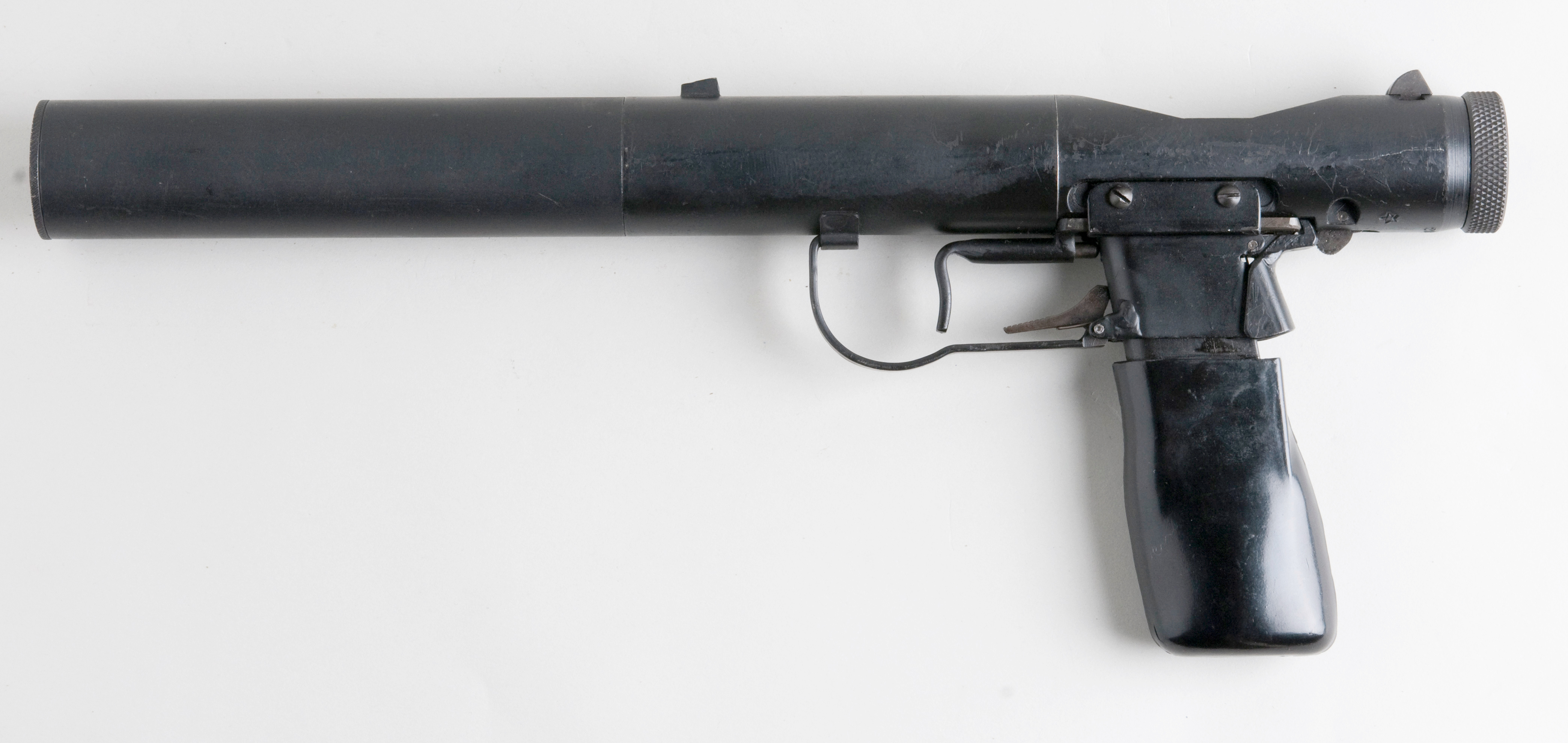
Welrod Mk I

### Welrod Mk IIA
Verze s vylepšeným spoušťovým mechanismem. Nejrozšířenější typ během 2. světové války.

### Welrod Mk I
Welrod Mk I vznikl později než Mk II. Hlavním důvodem pro konstrukci nové verze bylo shledání původního náboje 7,65 mm Browning jako málo účinného a tak byla zbraň překonstruována na ráži 9 mm Parabellum. Oproti MK I má několik vylepšení jako je jednoduchý lučík, vylepšená dlaňová pojistka, vylepšený záchyt zásobníku. Přidána byla jednoduchá manuální pojistka. Zásobník Mk II pojme nově jen 6 nábojů a zbraň byla také rozměrnější, mírně odlišná je i stavba tlumiče.

## Zajímavosti
O kvalitách zbraně vypovídá také to že, se dočkala moderní kopie Brügger & Thomet VP9, která je oficiálně prodávána jako "veterinární pistole" prakticky se jedná o vylepšenou kopii Welrod MK I.
Zbraň se mj. objevila ve 14. dílu československého seriálu 30 případů majora Zemana v rukou postavy agenta Bláhy, který se s ní pokusí zastřelit Zemana. Místo něj ale zastřelí jeho ženu. V seriálu dojde v rozporu se skutečnou funkcí ke dvěma výstřelům hned po sobě, jakoby se jednalo o samonabíjecí zbraň.
Kromě toho byl Welrod zobrazen také v několika videohrách (např. Medal of Honor: Rising sun, Sniper Elite nebo Battlefield V).